# Ficus apollinaris
Ficus apollinaris är en mullbärsväxtart som beskrevs av Armando Dugand. Ficus apollinaris ingår i släktet fikonsläktet, och familjen mullbärsväxter. Inga underarter finns listade i Catalogue of Life.